# Frank De Bleeckere
Frank De Bleeckere (1 de julho de 1966) é um árbitro de futebol belga.

## Biografia
Relações pública, é árbitro FIFA desde 2001. Participou do Qualificações para Campeonato Europeu de Futebol de 2004, Copa do Mundo de 2006 - Eliminatórias da Europa, Liga dos Campeões da UEFA de 2006-07, Liga dos Campeões da UEFA de 2007-08, Qualificações para Campeonato Europeu de Futebol de 2008 e Euro 2008.
Arbitrou as finais do Campeonato Mundial de Futebol Sub-17 de 2005, do Campeonato Mundial de Futebol Sub-20 de 2009 e da Supercopa Europeia de 2009.

## Copa do Mundo
Participou a Copa do Mundo FIFA 2006 mediando quatro partidas: Argentina 2x1 Costa do Marfim - 1ª. fase, Japão 0x0 Croácia - 1ª. fase, Inglaterra 1x0 Equador - oitavas-de-final e Itália 3x0 Ucrânia nas quartas-de-final.
Selecionado para participar da Copa do Mundo FIFA 2010, juntamente com os assistentes e compatriotas Peter Hermans e Walter Vromans.